# Любане (гміна)
Гміна Любане (пол. Gmina Lubanie) — сільська гміна у північній Польщі. Належить до Влоцлавського повіту Куявсько-Поморського воєводства.
Станом на 31 грудня 2011 у гміні проживало 4678 осіб.

## Площа
Згідно з даними за 2007 рік площа гміни становила 69.30 км², у тому числі:
- орні землі: 72.00%
- ліси: 21.00%

Таким чином, площа гміни становить 4.71% площі повіту.

## Населення
Станом на 31 грудня 2011:
| Опис     | Загалом | Загалом | Чоловіки | Чоловіки | Жінки | Жінки |
| -------- | ------- | ------- | -------- | -------- | ----- | ----- |
| одиниця  | осіб    | %       | осіб     | %        | осіб  | %     |
| все      | 4678    | 100     | 2312     | 49.42    | 2366  | 50.58 |
| міське   | 0       | 100     | 0        |          | 0     |       |
| сільське | 4678    | 100     | 2312     | 49.42    | 2366  | 50.58 |

## Сусідні гміни
Гміна Любане межує з такими гмінами: Бондково, Бобровники, Бжешць-Куявський, Ваґанець.